# DSPACE (Unternehmen)
dSPACE (Digital Signal Processing And Control Engineering) ist ein deutsches Elektronik- und Software-Unternehmen in Paderborn (Nordrhein-Westfalen).
Das Unternehmen unterhält in Deutschland mehrere Zweigniederlassungen in der Nähe aller großen Automobilhersteller, sowie Tochterunternehmen in den USA, Großbritannien, Frankreich, Kroatien, Japan, Südkorea, Indien und China.

## Anwendungsgebiete
dSPACE ist Anbieter von Lösungen für die Entwicklung von vernetzten, selbstfahrenden und elektrisch angetriebenen Fahrzeugen. Mit dem Lösungsangebot des Unternehmens entwickeln und testen vor allem Automobilhersteller und ihre Zulieferer Software- und Hardware-Komponenten ihrer neuen Fahrzeuge, lange bevor ein neues Modell auf die Straße kommt. Auch Unternehmen der Luft- und Raumfahrt oder der Industrieautomation zählen zum Kundenstamm. Das Angebot reicht von durchgängigen Lösungen für die Simulation und Validierung über Engineering- und Consulting-Leistungen bis zu Training und Support.

## Geschichte des Unternehmens

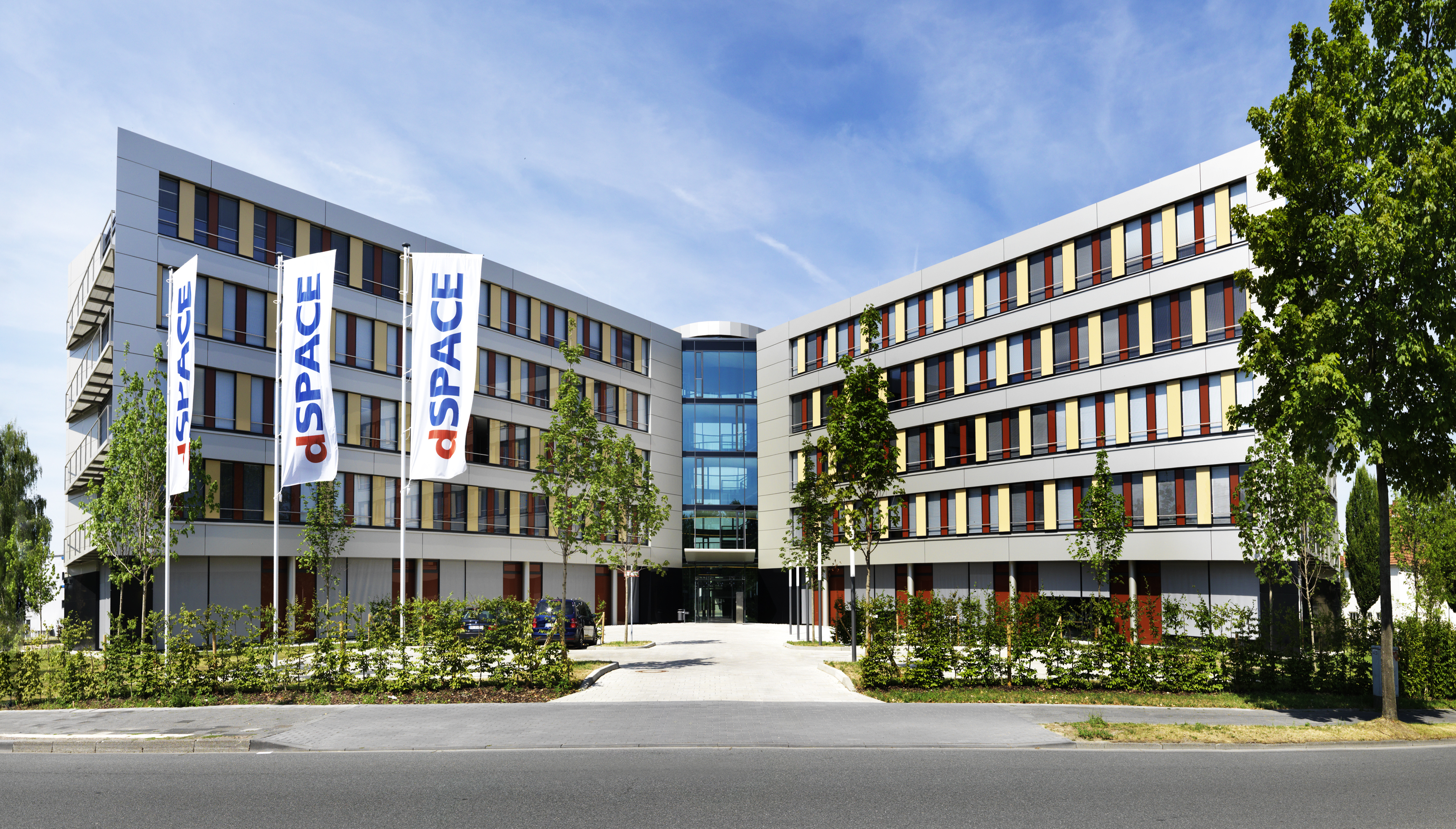
Neues dSPACE-Gebäude in Paderborn

Herbert Hanselmann und drei weitere Mitarbeiter des Instituts für Mechatronik der Universität Paderborn gründeten 1988 dSPACE. Die erste lokale dSPACE Gesellschaft wurde im Ausland, in Detroit (USA), 1991 eröffnet. Weitere lokale dSPACE Gesellschaften entstanden in Frankreich (dSPACE SARL, Paris) und Großbritannien (dSPACE Ltd., Cambridge). 2006 wurde die lokale dSPACE Gesellschaft in Japan (dSPACE KK) gegründet. Zunächst war diese in Yokohama ansässig, zog aber im Jahr 2007 nach Tokio um. 2008 wurde die lokale dSPACE Gesellschaft in China (dSPACE Mechatronic Control Technology (Shanghai) Co., Ltd) gegründet. 2008 empfing Herbert Hanselmann die Auszeichnung „Entrepreneur des Jahres 2008“. Die dSPACE GmbH zog 2010 in das neue Gebäude in Paderborn. Am 23. Februar 2018 wurde bekannt, dass Martin Goetzeler zum März 2018 die Nachfolge Hanselmanns als Geschäftsführer antreten wird. Weitere Gründungen von Landesgesellschaften erfolgten 2018 in Kroatien (dSPACE d.o.o., Zagreb), 2021 in Südkorea (dSPACE Korea Co., Seoul),  2023 in Indien (dSPACE India Solutions Pvt. Ltd., Bangalore) und Schweden (dSPACE Nordic AB, Stockholm). Am 17. April 2023 folgte Carsten Hoff auf Martin Goetzeler.